# Culex perkinsi
Culex perkinsi är en tvåvingeart som beskrevs av Stone och Penn 1948, påträffad i Oceanien. Culex perkinsi ingår i släktet Culex och familjen stickmyggor. Inga underarter finns listade i Catalogue of Life.